# Heliophisma klugii
Heliophisma klugii es una especie de polillas de la familia Noctuidae, subfamilia Catocalinae. Se encuentra en África, incluyendo África occidental, Madagascar, Sierra Leona y Sudáfrica.
Esta especie tiene una envergadura de alrededor de 55 a 60 milímetros (2,2 a 2,4 pulgadas).